# Eirik Sæterøy
Eirik Sæterøy (Berna, 26 de junio de 1997) es un deportista noruego que compite en esquí acrobático. Consiguió una medalla de plata en los X Games de Invierno Noruega 2017, en la prueba de big air.

## Medallero internacional
| \| X Games de Invierno \| X Games de Invierno \| X Games de Invierno \| X Games de Invierno \| \| Año \| Lugar \| Medalla \| Prueba \| \| ------------------- \| ------------------- \| ------------------- \| ------------------- \| \| 2017 \| Oslo (Noruega) \| Medalla de plata \| Big air \| |                |                  |         |
| X Games de Invierno |                |                  |         |
| Año | Lugar          | Medalla          | Prueba  |
| 2017 | Oslo (Noruega) | Medalla de plata | Big air |